# Alfonso Emilio Pérez Sánchez
Alfonso Emilio Pérez Sánchez (Cartagena, 1935 - Madrid, 24 d'agost de 2010) va ser un historiador de l'art espanyol, especialitzat en la pintura barroca. Va ser director del Museu del Prado entre 1983 i 1991, període en el qual va dirigir la modernització del Museu després de la democratització espanyola. Prèviament va ser sotsdirector del mateix museu durant gairebé una dècada (1972-81).

## Biografia
Va néixer a Cartagena, Múrcia el 1935 i va emprendre els seus estudis de llicenciatura a la Universitat de València, cursant també estudis a l'Escola Oficial de Cinema de Madrid en l'especialitat de direcció al costat de Basilio Martín Patino, Picazo, Manuel Summers i Gabriel Blanco. La poesia ha estat una altra de les seves dedicacions de joventut, intervenint en la creació de la revista poètica La Caña Gris. La seva labor com a poeta s'ha vist reflectida en el seu llibre: Poemas 1952-1968 amb un pròleg del seu amic Francisco Brines (Madrid, 2003).

### Inicis en l'art
El 1960-1961 va ser becat per treballar a la biblioteca del Zentralinstitut für Kunstgeschichte de Múnic per a la preparació de la seva tesi, col·laborant amb Soehner, llavors director de l'Alte Pinakothek. El 1963 es doctora a la Universitat Complutense de Madrid, amb la tesi Pintura italiana del siglo XVII en Espanya, sota la direcció del seu mestre Diego Angulo Íñiguez que posteriorment es va plasmar en una històrica exposició. Aviat és catedràtic d'història de l'art a la Universitat Autònoma de Madrid de la que en fou vicerector d'Extensió Universitària (1978-1981) i més tard catedràtic de la Universitat Complutense de Madrid.

### En el Museu del Prado
La relació d'Alfonso E. Pérez Sánchez amb el Museu del Prado és molt primerenca. Va entrar-hi de “noi per a tot”, com ell mateix s'ha definit, de la mà del seu mestre Diego Angulo el 1961, i va col·laborar activament amb els següents directors, tant amb Sánchez Cantón com amb Xavier de Salas, en la revisió dels magatzems i en la localització del “Prado dispers”. A Pérez Sánchez es deu precisament aquest qualificatiu, que intentava rescatar dipòsits perduts o descurats.
Va ser sotsdirector del museu des de 1971 al 1981, allunyant-se voluntàriament de la institució pel nomenament de Federico Sopeña, que res tenia a veure amb el perfil científic desitjat per a la institució. Els principals problemes que en aquest temps tenia el Museu van ser denunciats pel mateix Pérez Sánchez a manera de conferències en el seu llibre Pasado, presente y futuro del Museo del Prado, editat per la Fundació Juan March el 1977 i veritable “manual” pels quals han volgut diagnosticar els principals problemes de la institució.
El pas de Pérez Sánchez pel museu com a director va ser decisiu, i va deixar la seva empremta en tot el treball de renovació i modernització que va dur a terme amb decisió i energia: la nova organització de les sales, la política d'exposicions, des de llavors ininterrompuda, que va fer que el Museu cobrés vida pròpia, l'engegada del gabinet didàctic. I sobretot en aquesta època del 1983 al 1991 es van celebrar les exposicions científiques més rigoroses que fes mai el Prat, i que van canviar la imatge de la institució en tot el panorama internacional. El seu contacte amb el públic i l'accessibilitat i divulgació de les exposicions, va tenir la seva fita en l'antològica de Velázquez de 1990, rècord absolut de visitants en tota la història del Museu (més de 500.000 visitants) així com de tiratge i venda de catàlegs per a una exposició temporal en única seu. Algunes restauracions d'obres emblemàtiques, encapçalades pel quadre de "Las Meninas" van ser discutides en primer moment, però reconegudes per tots els experts després, com la intervenció més oportuna i necessària realitzada pel Cap de Restauració del Metropolitan Museum John Brealey, a qui va convidar Pérez Sánchez i amb el qual va compartir moments memorables. La relació amb els membres del patronat va ser fluida, transparent i molt professional sempre, guanyant llavors un gran prestigi i respecte a la institució i que trigaria a recuperar-lo després del seu cessament pel continu ball de directors, fins a l'arribada de Miguel Zugaza Miranda qui li va donar a la institució la calma necessària per a l'actual i definitiva modernització.
En la seva gestió com a director del Prado va aconseguir-ne la recuperació de l'autonomia administrativa (1985), construcció de noves sales dedicades a Velázquez i Goya, i de la sala de conferències i d'un gabinet pedagògic. També es va millorar la climatització de les sales i es van restaurar diverses pintures velazquenyes i les Pinturas negras de Goya. Es van fer les exposicions Claudio de Lorena y el ideal clásico de paisaje en el siglo XVII (1984), El siglo de Rembrandt (1985), Pintura napolitana. De Caravaggio a Giordano (1985), Zurbarán (1988), Goya y el espíritu de la Ilustración (1988), Pintura británica. De Hogarth a Turner (1988), la multitudinaria antológica Velázquez (1990) i La Colección Cambó (1990).
La seva última etapa al Prado va quedar marcada per diverses controvèrsies que van arribar a la premsa. Pérez Sánchez va mostrar la seva oposició a la cessió del veí Palau de Villahermosa (que el Prado emprava per a exposicions temporals) per al futur Museu Thyssen-Bornemisza. Entenia que el Prado emmagatzemava obres de superior categoria i que Villahermosa havia de destinar-se a ampliar aquest museu; haurien de passar 15 anys perquè el Prat cobrís les seves manques d'espai amb l'ampliació dissenyada per Rafael Moneo.
Finalment va dimitir el 1991 per haver protestat en contra de la intervenció espanyola en la Guerra del Golf Pèrsic. Potser les paraules que millor han definit aquesta decisió han estat les del ministre que el va nomenar com a director, Javier Solana, qui en el seu llibre homenatge declarà d'ell: "Va deixar el Museu el 1991, en circumstàncies difícils, en les quals com l'intel·lectual independent que era es va sumar a unes declaracions en contra de la posició del govern, del que jo formava part, en la primera Guerra del Golf. Vaig comprendre que sentia com un deure, a la manera d'un filòsof antic, denunciar el que ell considerava un error del poder, encara que això determinés la fi de la seva relació amb el Museu, que era la seva passió més gran. Amb els anys, les seves paraules, que anaven en el sentit més profund de la pau i la unió dels pobles, més enllà dels enfrontaments culturals, tenen indubtablement un lloc en la Història".
L'abandó del càrrec de director el 1991 per reclamar la pau en la Guerra del Golf davant el govern socialista que ho va nomenar, apel·lant al compromís moral de l'intel·lectual, va significar un gradual allunyament de Pérez Sánchez del Prado, encara que sempre va mantenir una decidida voluntat col·laboradora i de conseller pels quals li van voler escoltar i van arribar després d'ell. Així la seva relació amb el Museu del Prado va prosseguir, en nomenar-lo Director Honorari del mateix i membre del seu Reial Patronat. En febrer de 2007 el Prado va publicar un llibre en honor seu.

### Càrrecs i honors
Alfonso E. Pérez Sánchez va ser acadèmic de la Reial Acadèmia de la Història des de 1997, de la Reial Acadèmia de Belles Arts de Sant Ferran i de l'Accademia Nazionale dei Lincei.
En 2003 va ser guardonat amb el “Premi a la llatinitat” concedit per la Unió Llatina, amb seu a París per la seva contribució a la difusió i estudi de la comuna cultura llatina a Europa i Amèrica. En 2007 el Ministeri de Cultura li va distingir amb la Medalla d'Or al Mèrit en les Belles Arts per la seva contribució decisiva als estudis del barroc. Aquest mateix any el Museu Nacional del Prado i la Fundació Focus-Abengoa Arxivat 2016-01-14 a Wayback Machine. van editar un llibre d'homenatge amb el seu perfil humà i historiogràfic i amb contribucions de destacats especialistes nacionals i estrangers. L'any 2009 la Universitat Complutense li va concedir la medalla al mèrit docent.
Pérez Sánchez també fou membre del Comitè Internacional d'Història de l'Art (CIHA), de l'Editorial Advisory Board de "Master Drawings Association" de Nova York, membre corresponent de la Hispanic Society de Nova York i de diverses Acadèmies espanyoles, i ha estat honrat amb múltiples condecoracions nacionals i estrangeres. D'aquesta forma, és Comanador de nombre de l'Orde de l'Estrella Polar de Suècia des de 1983, Comanador del Reial Orde Noruec de Sant Olaf des de 1984, Honorary Knight commander of the Civil Division of the Order of the British Empire des de 1989 i Comendadeur de l'Orde des Arts et des Lettres de França des de 1991.

### Defunció
Va morir en Madrid el 14 d'agost de 2010, després de sofrir una malaltia que el va mantenir prostrat en els dos últims anys de la seva vida.

## Publicacions
- Pintura italiana del siglo XVII, exposición conmemorativa de los 150 años del Museo del Prado, Madrid, 1970
- Disegni Spagnoli, Florencia, Gabinetto dei Disegni e Stampe degli Uffizi, 1972
- Cararavaggio y el Naturalismo Español, Sevilla-Madrid, 1973
- La peinture espagnole du Siècle d 'Or. De Greco à Velázquez, París, Petit Palais, 1976 y Londres, Royal Academy, 1976
- D. Antonio de Pereda (1611-1678) y la pintura madrileña de su tiempo, Madrid, 1978
- El dibujo español de los siglos de Oro, Madrid, 1980
- El Toledo del Greco, Toledo, 1982
- Pintura española de Bodegones y floreros, Madrid, 1983-84
- Pintura napolitana de Caravaggio a Giordano, Madrid, 1985
- Carreño, Rizzi y Herrera y la pintura madrileña de su tiempo, Madrid, 1986
- Goya y el espíritu de la ilustración, Madrid-Boston-New York,1988-89
- Obras maestras de la Colección Masaveu, Madrid-Oviedo, 1989
- Velázquez, Madrid, 1990
- La Colección Cambó, Madrid, 1990
- Ribera 1591-1652, Nápoles y Madrid, 1992
- Madrid Pintado, Madrid, 1992
- Colección Pedro Masaveu. Cincuenta Obras, Oviedo, 1995
- Thomas Yepes, Bancaja, Valencia, 1995
- Tres Siglos de Dibujo Sevillano, Fundación Focus, Sevilla, 1995
- La Pintura italiana y española de los siglos XVI al xviii de la Catedral de Burgos, Burgos, 1996 (en colaboración con Jesús Urrea)
- Natures mortes y Flors del Museo de Bellas Artes de Valencia, Alicante-Museo de Bellas Artes de Valencia, 1996
- Pintura Española Recuperada por el Coleccionismo Privado, Fundación Focus-Real Academia de San Fernando, Sevilla-Madrid, 1996-97.
- Juan de Arellano 1614-1676, Madrid, 1998.
- El Greco conocido y redescubierto, Sevilla-Madrid-Oviedo, 1998.
- Pintura española en Chile, Valencia, 1999.
- El dibujo europeo en tiempo de Velázquez, Madrid, 1999.
- Las lágrimas de San Pedro en la pintura española, Bilbao, 2000.
- Pintura española en el Museo Nacional de San Carlos de México, Valencia, 2000.
- Jerónimo Jacinto de Espinosa, Valencia-Roma, 2000.
- Zurbarán. La obra final, Bilbao, 2000.
- Luis Tristán, Fundación Toledo-BBVA, Madrid, 2001 (en colaboración con Benito Navarrete).
- Colección BBVA. Del gótico a la Ilustración, Madrid-Bilbao, 2001(en colaboración con Benito Navarrete).
- El Greco Apostolados, La Coruña,Fundación Pedro Barrié de la Maza, 2002.
- Luca Giordano y España, Palacio Real, Madrid, 2002.
- Tesoros del Museo Soumaya, Madrid- Bilbao, 2004 (en colaboración con Benito Navarrete).
- Luca Giordano. La imagen como ilusión, México, Museu Nacional de San Carlos, 2004.
- Velázquez a Capodimonte, Nápoles, 2005.
- De Herrera a Velázquez. El primer naturalismo en Sevilla, Sevilla-Bilbao, 2005-2006 (en colaboración con Benito Navarrete).
- Corrado Giaquinto y España, Palacio Real, Madrid, 2006.
- Cuatro siglos de Pintura Europea en la Colección BBVA. Siglos XV al xviii, Museo Nacional de Colombia, Bogotá, Dic. 2006 - marzo de 2007.
- El Joven Murillo, Museo de Bellas Artes de Bilbao-Museo de Bellas Artes de Sevilla, 2009-2010 (en col·laboració amb Benito Navarrete)
- Álbum Alcubierre. Dibujos. De la Sevilla ilustrada del conde del Águila a la colección Juan Abelló (en col·laboració amb Benito Navarrete) Guardonat pel Ministeri de Cultura amb el segon premi al millor llibre editat del 2009.
- Pintura Barroca en España 1600-1750, sexta edición actualizada, 2010.
- Pintura italiana del siglo XVII en España (1965),
- Catálogo de dibujos: Real Academia de Bellas Artes de San Fernando (Madrid, 1967),
- Catálogo de dibujos españoles del Museo del Prado (1973),
- El Museo del Prado (1974),
- Pasado, presente y futuro del Museo del Prado (1977),
- Velázquez (Bolònia, 1980),
- Historia del dibujo en España, de la Edad Media a Goya (1986),
- La nature morte espagnole du XVIIe siècle à Goya (en francés, 1987).
- Pintura barroca en España, 1600-1750 (1992),
- De pintura y pintores (1993)